# 舍夫琴科韋 (洛佐瓦區)
49°19′5″N 36°23′12″E / 49.31806°N 36.38667°E
舍夫琴科韋（烏克蘭語：Шевченкове）是位於烏克蘭東部的村莊，隸屬哈爾科夫州洛佐瓦區的阿列克西伊夫卡市鎮。該村處於別列卡河左岸，分別距離米哈伊利夫卡6.5公里和阿列克西伊夫卡9公里，始建於1700年，面積0.21平方公里，海拔高度106米，2001年人口40。